# Simone Palermo
Simone Palermo (Roma, 17 agosto 1988) è un calciatore italiano, centrocampista della Lodigiani.

## Caratteristiche tecniche
Dotato di buona tecnica individuale, è un jolly di centrocampo che può ricoprire più ruoli: gioca come mezzapunta, centrocampista centrale e all'occorrenza esterno o regista.

## Carriera

### Club

#### Esperienze in prestito
Cresce nell'Autocara, squadra giovanile romana, e quindi nella Lodigiani e dal 2000 passa alla Roma. Nel 2007 viene ceduto in prestito al Rimini, nell'affare che porta Ahmed Barusso ai giallorossi; in Romagna riporta la rottura di una cartilagine del ginocchio destro dopo pochi giorni di ritiro, e resta fermo per l'intera annata. Nel campionato di Serie B 2008-2009 passa in comproprietà al Treviso, con cui fa il suo debutto tra i professionisti il 27 settembre 2008 nel pareggio per 1-1 sul campo del Modena, poco impiegato fino a gennaio, totalizza 4 presenze in campionato. Nel mercato di riparazione invernale passa in prestito alla Pistoiese, in Prima Divisione. Debutta con gli arancioni il 1º marzo nel pareggio casalingo per 1-1 contro l'Arezzo. A fine stagione i toscani retrocedono dopo i play-out, e Palermo resta svincolato a causa del fallimento del Treviso.

#### Tra Prima Divisione e Serie C
Dopo un provino positivo con gli svedesi dell'Helsingborg, si rompe il piede appena prima di firmare il contratto che lo avrebbe legato alla squadra. Resta svincolato fino al febbraio 2010, quando viene ingaggiato dalla Pro Patria, sempre in Prima Divisione. Esordisce con i tigrotti il 21 marzo 2010 nel pareggio casalingo per 2-2 contro la Cremonese. Con i bustocchi scende in campo in 4 occasioni prima di rompersi nuovamente lo stesso piede e la squadra retrocede ai play-out. L'anno successivo passa al Foggia con cui fa il suo debutto il 22 agosto nella vittoria 3-0 sul campo della Cavese. Globalmente poco impiegato (13 presenze in campionato), in primavera viene sospeso per motivi disciplinari.
Dopo una brevissima esperienza nel Piacenza con cui debutta il 6 novembre 2011 nella sconfitta 3-0 in casa del Siracusa totalizzando 3 presenze in campionato e 2 in Coppa Italia Lega Pro, trofeo nel quale contro la Valenzana realizza la sua prima rete in carriera che permette ai biancorossi di passare al secondo turno, nell'estate 2012 viene ingaggiato dal Gubbio appena retrocesso dalla Serie B. Fa il suo esordio con gli eugubini il 16 settembre 2012 nella sconfitta 2-0 nel derby col Perugia; il 4 novembre successivo, nella vittoria 2-1 sul Viareggio, segna la sua prima rete con i rossoblù. In Umbria ritrova continuità di impiego e di rendimento, e nella successiva sessione di calciomercato viene acquistato dal Parma, che lo cede subito in comproprietà alla Cremonese, espressamente richiesto da Luigi Simoni che lo aveva avuto nel Gubbio. Debutta con i grigiorssi il 4 agosto 2013 nella vittoria per 3-0 sul Viareggio valida per il primo turno di Coppa Italia. La stagione successiva segna la sua prima rete con i lombardi in occasione della vittoria per 3-1 sull'Arezzo.

#### L'affermazione in Serie B
Con i grigiorossi disputa due stagioni, imponendosi come titolare nella seconda. Nell'estate 2015 viene interamente riscattato dalla Cremonese, che poi lo cede a titolo definitivo alla Virtus Entella, con cui torna a giocare in Serie B dopo sei anni. Esordisce con i liguri l'11 ottobre 2015 nel pareggio 0-0 in casa del Perugia. Il 14 maggio 2016 segna la sua prima rete in Serie B, nella vittoria per 4-0 sull'Avellino. Il 26 maggio 2017 rinnova il contratto con l'Entella per un'altra stagione. Nel gennaio 2018 durante le ultime ore del calciomercato rescinde consensualmente il contratto con l'Entella.

#### Il ritorno in Serie C
Alla fine del mese di febbraio 2018 firma un contratto con il Ravenna, penultima nel girone B di Serie C. Fa il suo debutto con i romagnoli l'11 marzo 2018 nella vittoria per 1-0 in casa dell'AlbinoLeffe. Con i romagnoli ottiene 7 presenze, chiudendo la stagione al dodicesimo posto.
Rimasto svincolato, inizia la stagione successiva venendo convocato per il ritiro del Gubbio, squadra in cui aveva già militato nell'annata 2012-2013. Il 23 luglio, tuttavia, Palermo abbandona il ritiro degli umbri per esigenze personali.
Il 25 luglio 2018 diventa ufficialmente un nuovo giocatore della Viterbese Castrense. Fa il suo debutto con i laziali il 29 luglio nella partita vinta 1-0 contro il Rende e valida per il primo turno di coppa Italia, nella quale segna la rete decisiva. L'8 maggio gioca da titolare la finale di ritorno della Coppa Italia serie C contro il Monza che vede i laziali vincere 1-0, conquistando, così, il trofeo. Chiude l'annata totalizzando 27 presenze in campionato, 2 nei play-off nei quali la Viterbese viene eliminata dall'Arezzo al primo turno della fase nazionale, 3, con una rete, in coppa Italia e 6 in coppa Italia Serie C. Nella stagione successiva, terminata anzitempo a causa dello scoppio della pandemia causata dal coronavirus COVID-19, totalizza, condizionato da alcuni infortuni, 4 presenze in campionato.
Il 23 dicembre 2020, nella partita pareggiata 2-2 contro la Virtus Francavilla, mette a segno la prima doppietta della carriera trasformando due calci di rigore, nella stessa occasione veste per la prima volta la fascia di capitano per la formazione laziale. Fascia che terrà al braccio sino al suo infortunio ad Aprile contro la Casertana, con seguente passaggio di consegna a Nikolas Bensaja. Termina la stagione 2020-2021, nella cui prima parte il suo contributo è ancora condizionato da alcuni infortuni, a differenza della seconda parte dell'annata in cui riesce a scendere in campo con continuità contribuendo al raggiungimento della salvezza per i laziali, con 2 reti in 16 presenze, rimanendo poi svincolato.

#### La discesa in Serie D e il primo ritiro
Il 7 settembre 2021 viene annunciato il passaggio di Palermo al Rieti. Fa il suo debutto con i laziali il 10 ottobre successivo nella partita persa per 3-1 contro l'Arezzo. Il 17 dicembre 2021, dopo due presenze stagionali con i laziali, si trasferisce al Prato, squadra militante nel girone D di Serie D. Debutta con i toscani il 19 dicembre nella partita casalinga persa 4-0 contro la Correggese. Dopo altre due presenze con i pratesi, il 10 febbraio 2022 viene annunciato il suo passaggio allo Scandicci, con cui debutta tre giorni dopo nella partita vinta per 2-1 sul campo del Cannara.
Nel marzo 2022 annuncia sui propri profili social il ritiro dal calcio giocato a partire dalla fine della stagione . L'8 maggio 2022 segna la sua prima rete con lo Scandicci, nella partita pareggiata 2-2 contro il Pro Livorno Sorgenti. Si ripete la settimana successiva, nell'ultima gara stagionale, segnando il 2-2 sul campo del Tiferno.

#### Il ritorno nell'Eccellenza laziale
Pochi mesi dopo l'annuncio l'annuncio del ritiro, nel settembre 2022, ritorna al calcio giocato con la Vigor Perconti, squadra militante nel campionato di Eccellenza laziale. Debutta con i laziali il successivo 9 ottobre nella sconfitta casalinga per 3-0 contro il Sora. Proprio contro il Sora, nella sfida di ritorno, persa per 2-1 dalla Vigor Perconti, mette a segno la prima rete con i rossoblù. Per la stagione 2023-2024 rimane nel campionato di Eccellenza laziale, accordandosi con la Lodigiani. Debutta con i romani il successivo 3 settembre nella partita. pareggiata per 1-1 contro la P.C. Tor Sapienza. Al termine della stagione, terminata dai romani al terzo posto del proprio girone, Palermo viene confermato anche per l'annata 2024-2025, nella quale trova il modo di siglare la sua prima rete con i romani nella vittoria per 5-2 sulla Romulea valida per il ritorno dei sedicesimi di finale della fase regionale di Coppa Italia Dilettanti.

### Nazionale
Ha totalizzato complessivamente 32 convocazioni e 29 presenze nelle nazionali giovanili dall'Under-15 all'Under-19. Con la Nazionale Under-17 nel 2005 ha partecipato ai campionati europei e ai successivi mondiali nel corso dei quali realizza una rete, contro la Corea del Sud under 17.

## Statistiche

### Presenze e reti nei club
Statistiche aggiornate all'11 maggio 2025.
| Stagione              | Squadra               | Campionato            | Campionato | Campionato | Coppe nazionali | Coppe nazionali | Coppe nazionali | Coppe continentali | Coppe continentali | Coppe continentali | Altre coppe | Altre coppe | Altre coppe | Totale | Totale | Totale |
| Stagione              | Squadra               | Comp                  | Pres       | Reti       | Comp            | Pres            | Reti            | Comp               | Pres               | Reti               | Comp        | Pres        | Reti        | Pres   | Reti   |        |
| --------------------- | --------------------- | --------------------- | ---------- | ---------- | --------------- | --------------- | --------------- | ------------------ | ------------------ | ------------------ | ----------- | ----------- | ----------- | ------ | ------ | ------ |
| 2007-2008             | Rimini                | B                     | 0          | 0          | CI              | 0               | 0               | -                  | -                  | -                  | -           | -           | -           | 0      | 0      |        |
| 2008-feb. 2009        | Treviso               | B                     | 4          | 0          | CI              | 0               | 0               | -                  | -                  | -                  | -           | -           | -           | 4      | 0      |        |
| feb.-giu. 2009        | Pistoiese             | LP-PD                 | 9+1        | 0          | -               | -               | -               | -                  | -                  | -                  | -           | -           | -           | 10     | 0      |        |
| 2009-2010             | Pro Patria            | LP-PD                 | 4          | 0          | CI+CI-LP        | 0               | 0               | -                  | -                  | -                  | -           | -           | -           | 4      | 0      |        |
| 2010-2011             | Foggia                | LP-PD                 | 13         | 0          | CI-LP           | 5               | 0               | -                  | -                  | -                  | -           | -           | -           | 18     | 0      |        |
| 2011-2012             | Piacenza              | LP-PD                 | 3          | 0          | CI+CI-LP        | 0+2             | 0+1             | -                  | -                  | -                  | -           | -           | -           | 5      | 1      |        |
| 2012-2013             | Gubbio                | LP-PD                 | 24         | 2          | CI+CI-LP        | 0               | 0               | -                  | -                  | -                  | -           | -           | -           | 24     | 2      |        |
| 2013-2014             | Cremonese             | LP-PD                 | 21+3       | 0          | CI+CI-LP        | 2+1             | .0              | -                  | -                  | -                  | -           | -           | -           | 27     | 0      |        |
| 2014-2015             | Cremonese             | LP                    | 34         | 1          | CI+CI-LP        | 0               | 0               | -                  | -                  | -                  | -           | -           | -           | 34     | 1      |        |
| Totale Cremonese      | Totale Cremonese      | Totale Cremonese      | 55+3       | 1          | -               | 3               | 0               | -                  | -                  | -                  | -           | -           | -           | 61     | 1      |        |
| 2015-2016             | Virtus Entella        | B                     | 30         | 1          | CI              | -               | -               | -                  | -                  | -                  | -           | -           | -           | 30     | 1      |        |
| 2016-2017             | Virtus Entella        | B                     | 31         | 0          | CI              | 2               | 0               | -                  | -                  | -                  | -           | -           | -           | 33     | 0      |        |
| 2017-gen. 2018        | Virtus Entella        | B                     | 15         | 0          | CI              | 1               | 0               | -                  | -                  | -                  | -           | -           | -           | 16     | 0      |        |
| Totale Virtus Entella | Totale Virtus Entella | Totale Virtus Entella | 76         | 1          | -               | 3               | 0               | -                  | -                  | -                  | -           | -           | -           | 79     | 1      |        |
| feb.-giu. 2018        | Ravenna               | C                     | 7          | 0          | CI-C            | -               | -               | -                  | -                  | -                  | -           | -           | -           | 7      | 0      |        |
| 2018-2019             | Viterbese Castrense   | C                     | 27+2       | 0          | CI+CI-C         | 3+6             | 1+0             | -                  | -                  | -                  | -           | -           | -           | 38     | 1      |        |
| 2019-2020             | Viterbese Castrense   | C                     | 4          | 0          | CI+CI-C         | 0               | 0               | -                  | -                  | -                  | -           | -           | -           | 4      | 0      |        |
| 2020-2021             | Viterbese Castrense   | C                     | 17         | 2          | -               | -               | -               | -                  | -                  | -                  | -           | -           | -           | 17     | 2      |        |
| Totale Viterbese      | Totale Viterbese      | Totale Viterbese      | 48+2       | 2          | -               | 3+6             | 1               | -                  | -                  | -                  | -           | -           | -           | 59     | 3      |        |
| set.-dic. 2021        | Rieti                 | D                     | 2          | 0          | CI-D            | 0               | 0               | -                  | -                  | -                  | -           | -           | -           | 2      | 0      |        |
| dic. 2021-feb. 2022   | Prato                 | D                     | 3          | 0          | CI-D            | 0               | 0               | -                  | -                  | -                  | -           | -           | -           | 3      | 0      |        |
| feb.-giu. 2022        | Scandicci             | D                     | 13         | 2          | CI-D            | 0               | 0               | -                  | -                  | -                  | -           | -           | -           | 13     | 2      |        |
| sett. 2022-2023       | Vigor Perconti        | Ecc                   | 17+        | 3          | CI-Dil Lazio    | -               | -               | -                  | -                  | -                  | -           | -           | -           | 17+    | 3      |        |
| 2023-2024             | Lodigiani             | Ecc                   | 30+        | 0          | CI-Dil Lazio    | 0               | 0               | -                  | -                  | -                  | -           | -           | -           | 30+    | 0      |        |
| 2024-2025             | Lodigiani             | Ecc                   | 24+        | 5          | CI-Dil Lazio    | 4               | 1               | -                  | -                  | -                  | -           | -           | -           | 28+    | 6      |        |
| Totale carriera       | Totale carriera       | Totale carriera       | 339+       | 16         |                 | 25              | 3               |                    | -                  | -                  |             | -           | -           | 365+   | 19     |        |

## Palmarès

### Club

#### Competizioni nazionali
- Coppa Italia Serie C: 1

Viterbese: 2018-2019